# カリオネ・ナソコ
カリオネ・ナソコ（Kalione Nasoko、1990年12月2日 - ）は、スーパーラグビーフィジアン・ドゥルアに所属するラグビー選手。

## プロフィール
- フィジー・ヤサワ出身[1]。
- ポジションはフルバック(FB)。
- 身長 195cm、体重 104kg

## 略歴
2019年、エディンバラに加入。
2021年、東京五輪の7人制フィジー代表に選ばれて金メダル獲得。同年10月、フィジアン・ドゥルアに加入。